# Swissôtel The Stamford

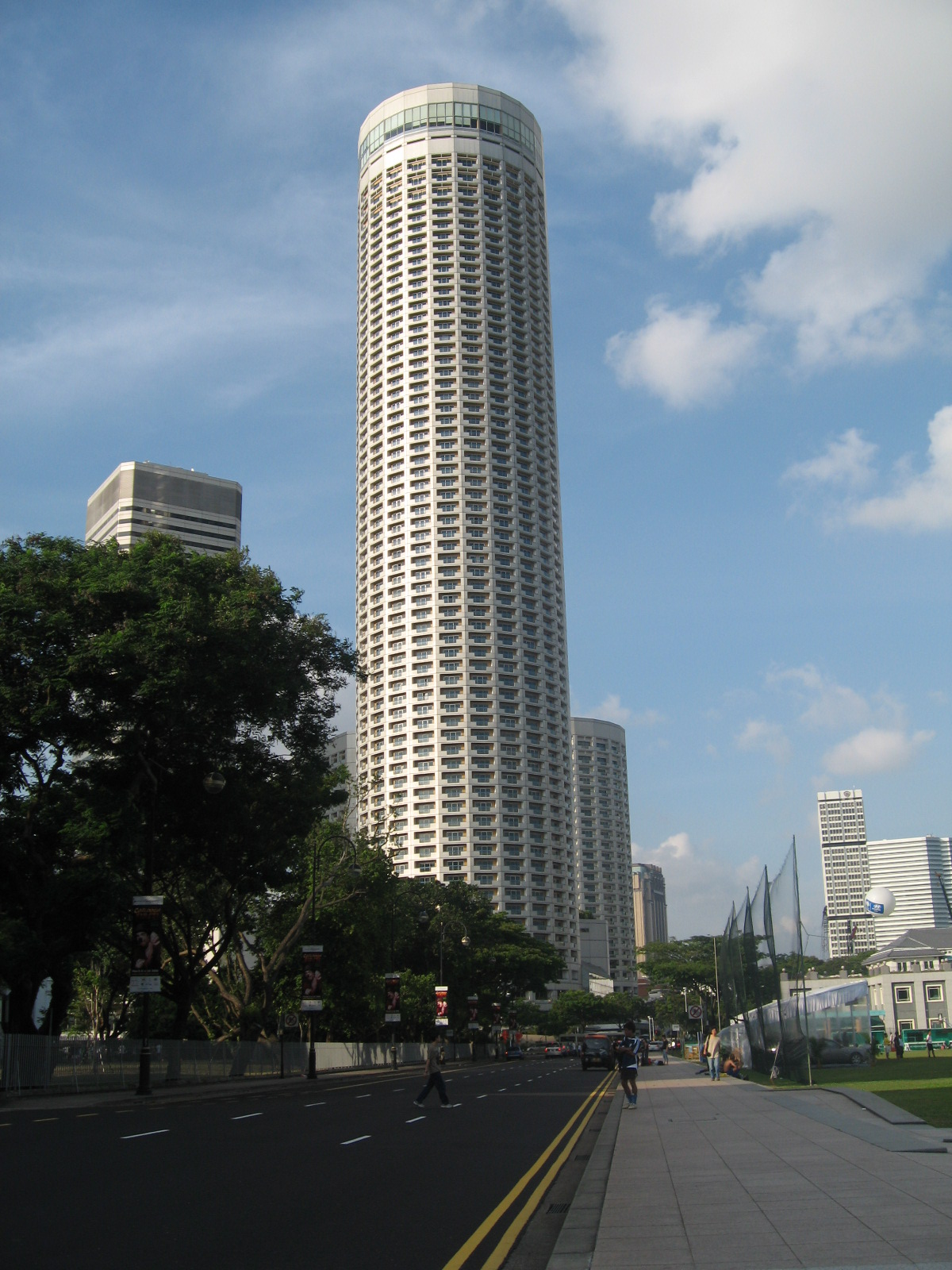
Fachada do hotel.

Swissôtel The Stamford () é um arranha-céu, actualmente é o 170º arranha-céu mais alto do mundo, com 226 metros (741 ft). Edificado na cidade de Singapura, Singapura, foi concluído em 1986 com 73 andares.